# Bergimus
 (mars 2025).
La mise en forme du texte ne suit pas les recommandations de Wikipédia : il faut le « wikifier ».
Les points d'amélioration suivants sont les cas les plus fréquents :
- Les titres sont pré-formatés par le logiciel. Ils ne sont ni en capitales, ni en gras.
- Le texte ne doit pas être écrit en capitales (les noms de famille non plus), ni en gras, ni en italique, ni en « petit »…
- Le gras n'est utilisé que pour surligner le titre de l'article dans l'introduction, une seule fois.
- L'italique est rarement utilisé : mots en langue étrangère, titres d'œuvres, noms de bateaux, etc.
- Les citations ne sont pas en italique mais en corps de texte normal. Elles sont entourées par des guillemets français : « et ».
- Les listes à puces sont à éviter, des paragraphes rédigés étant largement préférés. Les tableaux sont à réserver à la présentation de données structurées (résultats, etc.).
- Les appels de note de bas de page (petits chiffres en exposant, introduits par l'outil «  Source ») sont à placer entre la fin de phrase et le point final[comme ça].
- Les liens internes (vers d'autres articles de Wikipédia) sont à choisir avec parcimonie. Créez des liens vers des articles approfondissant le sujet. Les termes génériques sans rapport avec le sujet sont à éviter, ainsi que les répétitions de liens vers un même terme.
- Les liens externes sont à placer uniquement dans une section « Liens externes », à la fin de l'article. Ces liens sont à choisir avec parcimonie suivant les règles définies. Si un lien sert de source à l'article, son insertion dans le texte est à faire par les notes de bas de page.
- La présentation des références doit suivre les conventions bibliographiques. Il est recommandé d'utiliser les modèles {{Ouvrage}}, {{Chapitre}}, {{Article}}, {{Lien web}} et/ou {{Bibliographie}}. Le mode d'édition visuel peut mettre en forme automatiquement les références.
- Insérer une infobox (cadre d'informations à droite) n'est pas obligatoire pour parachever la mise en page.

Pour une aide détaillée, merci de consulter Aide:Wikification.
Si vous pensez que ces points ont été résolus, vous pouvez retirer ce bandeau et améliorer la mise en forme d'un autre article.
 (mars 2025).
Motif : insuffisance de sources centrées
- Archive Wikiwix
- Bing
- Cairn
- DuckDuckGo
- E. Universalis
- Gallica
- Google
- G. Books
- G. News
- G. Scholar
- Persée
- Qwant
- (zh) Baidu
- (ru) Yandex
- (wd) trouver des œuvres sur Wikidata

| 1. | Préciser le motif de la pose du bandeau. | Précisez le motif de la pose du bandeau en utilisant la syntaxe suivante : {{admissibilité à vérifier\|date=juillet 2025\|motif=remplacez ce texte par le motif}}             |
| 2. | Informer les utilisateurs concernés.     | Pensez à avertir le créateur de l'article, par exemple, en insérant le code ci-dessous sur sa page de discussion : {{subst:avertissement admissibilité à vérifier\|Bergimus}} |

Bergimus, dont le nom italianisé est Bergimo, est une divinité de la tribu celtique des Cénomans.
Le nom de cette divinité a été retrouvé sur quatre inscriptions votives, une provenant d'Arco et trois provenant de Brescia. Les restes d'un vase ont été retrouvés lors de l'excavation du capitole de Brescia, restes sur lesquels était gravés le nom de Begimus et une représentation de ce dernier.
" Le dieu est représenté nu. (...) Le dieu porte un collier avec des pendentifs et sur la tête a un croissant lunaire. Il tient devant son épaule gauche deux flèches. Il serait fascinant de pouvoir assimiler le collier à une version déformée des torques celtiques et le croissant aux cornes typiques des dieux celtiques tels que le bien connu Cernunnos. Cette interprétation, Bien qu’elle ne soit pas certaine, semble néanmoins plausible. "
La fonction de Bergimus est en réalité incertaine : dans les langues celtiques berg signifie « cabane » et dans les langues germaniques cela signifie « montagne », il peut donc être la divinité des maisons ou des montagnes. Bien qu'il soit souvent simplement reconnu comme dieu des montagnes et des hauteurs, l'hypothèse qu'il soit le dieu des cabanes/maisons fait plus de sens d'un point de vue étymologique et géographique. En effet, bien qu'il soit un dieu de la mythologie celtique son culte semble uniquement situé au nord de l'Italie, l'étymologie latine ferait donc sans doute plus de sens à utiliser. Malheureusement les zones d'incertitudes autour de ce dieu ne permettent pas d'établir clairement son origine et ces fonctions.
La possibilité d'un lien a été émise entre le nom de la ville de Bergame et de Bergimus. La ville de Bergame se situant à une cinquantaine de kilomètre de Brescia l'hypothèse semble tout à fait plausible. Cependant, le nom de la ville de Bergame ayant une étymologie incertaine, il n'est pas possible d'être plus précis sur ce point.